# Альта-Бадія
Альта-Бадія — гірськолижний курорт в Італії, провінції Больцано. 
Включає землі общин Корвара-ін-Бадія, Бадія і Ла Валь. Зосереджений на Корварі, висота підйому на вищому рівні обслуговуваним підйомником, складає 2550 м в групі Селла, із загальним вертикальним перепадом висот в 1226 м в Педрасес. Тут дуже часто проводяться етапи гірськолижного Кубку світу. Основною мовою багатьох жителів є мова ладино.

## Історія

### Передісторія та перші поселення
У 1987 році численні кістки ведмедя, були знайдені в печері біля підніжжя гори Контурінес, у природному парку Фанес-Сенн-Брейс.
Приблизно 9000 років тому перші люди, переважно кочові мисливці та збирачі, відкрили цю місцевість і почали чередувати життя в долинах влітку та в лісах взимку. Лише в 1700 р. до н.е., як показали знахідки в Соціастелі, люди почали постійно оселятися в Альта-Бадії.

### Античність
До римського завоювання Альта-Бадія також була зайнята ретійським населенням, знахідки якого свідчать про те, що вони були переважно землеробами. Перший письмовий документ у Ладинських долинах знайдено на невеликій кам’яній сходинці в Лівіналонго-дель-Коль-ді-Лана, на Монте-Поре, на алфавіті етруського походження.
Протягом 1 століття до н.е римляни завоювали ладінські території Доломітових Альп, інтегрувавши їх у свою імперію та стандартизувавши організацію цих територій з рештою Італії. Зіткнення між ретською мовою та латинською привело до народження ладинської мови, якою досі розмовляють у різних областях Альп, включаючи Альта-Бадію.